# Силицид триниобия
Силицид триниобия — бинарное неорганическое соединение
ниобия и кремния
с формулой Nb3Si,
светло-серые кристаллы.

## Получение
- Сплавление чистых веществ в инертной атмосфере:

{\displaystyle {\mathsf {3Nb+Si\ {\xrightarrow {1980^{o}C}}\ Nb_{3}Si}}}
- Восстановление смеси хлоридов ниобия и кремния водородом:

{\displaystyle {\mathsf {6NbCl_{5}+2SiCl_{4}+19H_{2}\ {\xrightarrow {T}}\ 2Nb_{3}Si+38HCl}}}

## Физические свойства
Силицид триниобия образует светло-серые кристаллы
тетрагональной сингонии,
пространственная группа P 42/n,
параметры ячейки a = 1,023 нм, c = 0,518 нм, Z = 8.
Равновесно существует в интервале температур 1770÷1980°С, но может замораживаться при комнатной температуре в метастабильном состоянии.
Есть данные об образовании метастабильных кристаллов
кубической сингонии,

параметры ячейки a = 0,3377 нм (или  a = 0,5196 нм)
 .
При высоком давлении образует кристаллы
гексагональной сингонии,

параметры ячейки a = 0,6593 нм, c = 1,2652 нм
.
При температуре 0,2÷1,95 К тетрагональная модификация переходит в сверхпроводящее состояние.
Кубическая модификация переходит в сверхпроводящее состояние при 13÷19 К .